# 내 생애 최고의 데이트
《내 생애 최고의 데이트》(영어: Win a Date with Tad Hamilton!)는 2004년 개봉한 미국의 로맨틱 코미디 영화이다.
평단으로부터 엇갈린 평가를 받았으며, 상업 측면에서도 실패하였다.

## 줄거리
스타 태드 해밀턴은 무절제한 난봉꾼 생활로 평이 나빠져 감독들이 섭외를 꺼리게 된다. 에이전트는 태드의 이미지를 개선하고자 태드와 일회성 데이트를 할 일반인 여성을 뽑는 행사를 기획한다. 행사에 모인 접수비는 세이브 더 칠드런에 기부된다.  
이 행사에 웨스트버지니아주 프레이저스보텀 슈퍼마켓 피글리 위글리 직원 로절리가 당첨된다. 로스앤젤레스에서 가진 데이트가 끝난 후 태드는 프레이저스보텀까지 로절리를 쫓아온다. 이후 로절리를 몰래 짝사랑하는 피글리 위글리 매니저 피트는 로절리의 마음을 얻기 위해 좌충우돌한다.  

## 출연
- 케이트 보즈워스 - 로절리 퍼치 역
- 토퍼 그레이스 - 피트 모내시 역
- 조시 더멜 - 태드 해밀턴 역
- 게리 콜 - 헨리 퍼치 역
- 지니퍼 굿윈 - 캐시 필리 역
- 숀 헤이스 - 리처드 레비, 매니저 역
- 네이선 레인 - 리처드 레비, 에이전트 역
- 캐스린 한 - 앤젤리카 역
- 옥타비아 스펜서 - 저닌 역
- 에이미 스마트 - 간호사 베티 역
- 스티븐 토볼라우스키 - 조지 러디 역
- 문 블러드굿 - 아름다운 여성 역
- 제이 언더우드 - 경찰 톰 역
- 조대나 브루스터 - 여배우 역 (크레디트 미기재, 삭제분)
- 패리스 힐턴 - 헤더 역 (크레디트 미기재, 삭제분)
- 보니 매키 - 본인 역 (크레디트 미기재, 삭제분)

## 우리말 녹음
SBS 성우진 (2008년 6월 8일)
- 박소라 - 로절리(케이트 보즈워스)
- 홍승섭 - 피트(토퍼 그레이스)
- 표영재 - 해밀턴(조시 더멜)
- 황윤걸 - 로절리의 아버지(게리 콜)
- 문일옥 - 캐시(지니퍼 굿윈)
- 함수정 - 앤젤리카(캐스린 한)
- 안장혁 - 에이전트(네이선 레인)
- 정훈석 - 매니저(숀 헤이스)
- 장우영 - 저닌(옥타비아 스펜서)
- 김혜경 - 마트 고객(웬디 워딩턴)
- 위훈 - 마트 사장(스티븐 토볼라우스키)
- 변현우 - 모텔 매니저(샘 팬케이크)
- 김래환 - 술집 손님(더글러스 스원더) / 기자
- 김정아 - 배우(애나 브래들리) / 수영장 여성
- 임주현 - 수영장 여성(킨지 패커드)